# Pyrgoniscus carinatus
Pyrgoniscus carinatus är en kräftdjursart som först beskrevs av Karl Wilhelm Verhoeff1926.  Pyrgoniscus carinatus ingår i släktet Pyrgoniscus och familjen Armadillidae. Inga underarter finns listade i Catalogue of Life.